# Neuroxena postrubidus
Neuroxena postrubidus là một loài bướm đêm thuộc phân họ Arctiinae, họ Erebidae.